# Poro nuclear

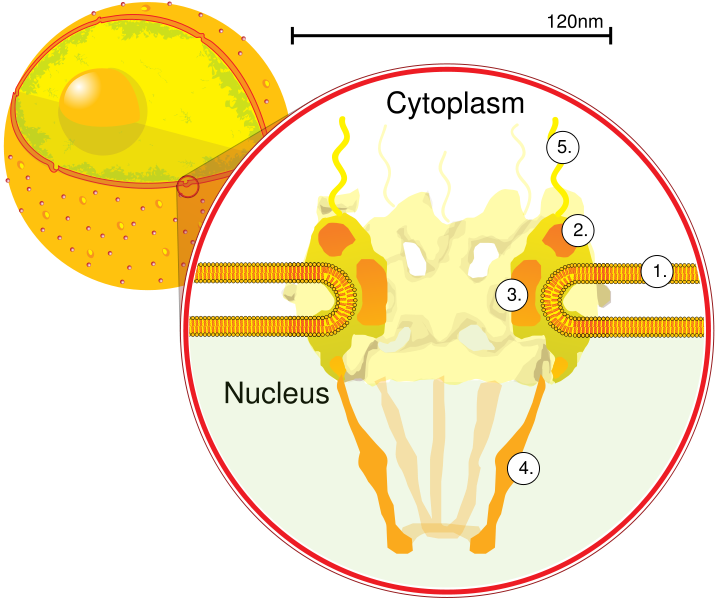

São estruturas proteicas que atravessam a membrana nuclear das células eucariontes. Essas estruturas são muito importantes, já que são responsáveis pelo transporte através do envoltório nuclear. Os poros nucleares possibilitam a divisão entre o material genético e o citoplasma, de modo que ainda seja possível a interação entre eles.
Os Nuclear Pore Complexes (NPCs), que são formados por conjuntos de nucleoporinas, regulam a entrada e saída de RNA, proteínas e outras moléculas do núcleo. Moléculas menores atravessam os poros por transporte passivo (quanto maior a partícula, menor a eficiência desse transporte), enquanto algumas maiores precisam ser reconhecidas por sinais específicos para entrar, sendo auxiliadas pelas nucleoporinas. Algumas das proteínas que participam dessa travessia são as importinas e exportinas, as quais permitem que as moléculas passem pela membrana de forma eficaz.

## Transporte através do complexo poro nuclear
Todas as moléculas que passam através do NPC devem conter um sinal de exportação ou importação, isso possibilitará o transporte no sentido determinado.

### Importação
A importação é realizada por meio de sinais de localização nuclear (NLS), sequências de aminoácidos que direcionam as substâncias importadas ao seu destino dentro do núcleo. Assim que algo tem seu NLS identificado, é levado pelas importinas para o interior nuclear. 
Esquema clássico: uma Importina-α liga-se ao NLS e, posteriormente, esse conjunto liga-se a uma importina-β; o complexo formado pelas importinas e a carga atravessa o poro nuclear por difusão; dentro do núcleo, RanGTP desconecta a importina-β do complexo; ligada a mais uma RanGTP, há uma proteína de susceptibilidade à apoptose celular (CAS), a qual é uma exportina e retira a importina-α do complexo antes formado; a proteína transportada agora está no núcleo e as importinas ligadas a RanGTP e CAS-RanGTP sofrem difusão de volta para o citoplasma, onde os GTPs são hidrolisados em GDP, tornando as importinas livres para recomeçar o ciclo de transporte. 
O transporte é dependente de energia –ativo –,já que depende da hidrólise de duas moléculas de GTP. 

### Exportação
Para exportar macromoléculas, em especial proteínas, o sistema é similar: proteínas com uma sequência de exportação nuclear (NES) formam, no núcleo, um complexo com uma exportina e uma RanGTP; o complexo sofre difusão e chega ao citoplasma, onde o GTP é hidrolisado a GDP, liberando a proteína; o conjunto exportina-RanGDP volta ao núcleo e o GDP é substituído por GTP. Pelo gasto de um GTP, é um processo dependente de energia. Para exportar RNA, há um caminho diferente para cada classe, mas o formato geral se mantém, com mudanças específicas para cada tipo de RNA.

## Presença de NPCs nas Células
A presença de NPCs nas células deve ser, geralmente, constante. Sendo assim, deve sempre haver síntese destes complexos, para que, caso alguns sejam danificados, possam ser substituídos. Contudo, há células que conseguem regular o número de NPCs para atender a uma maior demanda transcricional. É possível, também, que esse número aumente em fases específicas do ciclo celular em que seja necessário aumentar a quantidade de poros.